# Nitro Family
Nitro Family è uno sparatutto sviluppato dalla Delphieye Entertainment, e pubblicato il 1º maggio del 2004 nel Nord America e il 22 settembre seguente in Europa su PC da Nobilis Games e ValuSoft. Usa il motore grafico Serious Engine, usato anche per i 2 capitoli Serious Sam: The First Encounter e Serious Sam: The Second Encounter.

## Trama
In un lontano futuro, quando la depressione e i disturbi mentali sono diventati un fenomeno di massa, Golden Bell ha rilasciato una droga legale e non-dipendente, chiamata "Healty Family" e alleviando le persone dai disturbi. Tuttavia, dieci anni dopo, effetti collaterali inaspettati ed estremamente pericolosi del farmaco hanno cominciato a essere rilevati, complicato dal fatto che l'interruzione del farmaco ha causato persone comportamento incontrollabile e spesso crudele. La società è divisa in "Soberers", senza mai aver accettato l'Healty Family, e seguaci di Golden Bell e la sua droga.
Come risultato della guerra inconcludente, i Seguaci continuarono ad esistere nelle catacombe sotterranee, mentre chi i Soberers rimasero in superficie. Tuttavia, il capo della Golden Bell di nome Louis non ha perso la speranza di schiavizzare il mondo con il suo farmaco miracoloso, e dopo lunghi tentativi è stato sviluppato un modo per sbarazzarsi dei suoi effetti collaterali, ma per il suo test era necessario il corpo del bambino. Il capo rosso Chopsky, figlio del potente cacciatore Victor Chopsky e di sua moglie Maria, fu rapito per gli esperimenti. Poi i genitori arrabbiati sono passati sul sentiero di guerra per recuperarlo.